# اقتصاد السوق الاشتراكي
اقتصاد السوق الاشتراكي هو النظام الاقتصادي ونموذج التنمية الاقتصادية المُستخدمة في جمهورية الصين الشعبية. يعتمد النظام على هيمنة الملكية العامة والمؤسسات المملوكة للدولة داخل اقتصاد السوق. قُدّم مصطلح «اقتصاد السوق الاشتراكي» بواسطة جيانغ زيمين خلال المؤتمر الوطني الرابع عشر للحزب الشيوعي الصيني في عام 1992 لوصف هدف الإصلاحات الاقتصادية في الصين. يمثل اقتصاد السوق الاشتراكي تمهيدًا أو «مرحلة أولية» لتطوير الاشتراكية وقد نشأ في فترة الإصلاحات الاقتصادية الصينية التي بدأت في عام 1978 والتي دمجت الصين في اقتصاد السوق العالمي. على الرغم من ذلك، وصف العديد من المعلقين الغربيين النظام بأنه شكل من أشكال رأسمالية الدولة.

## وصف
يستند الإصلاح الاقتصادي باتجاه اقتصاد السوق الاشتراكي على الإطار الماركسي للمادية التاريخية. في أواخر السبعينيات من القرن الماضي، رفض الرئيس آنذاك دنغ شياوبينغ وقيادة الحزب الشيوعي التأكيد الماوي السابق على الثقافة والوكالة السياسية بوصفهما القوتين الدافعتين للتقدم الاقتصادي وبدأوا في التركيز بشكل أكبر على تعزيز القوى الإنتاجية المادية باعتبارها الشرط الأساسي والضروري لبناء مجتمع اشتراكي متقدم. اعتبر تبني إصلاحات السوق متسقًا مع مستوى التنمية في الصين وخطوة ضرورية في دفع قوى المجتمع الإنتاجية. تتماشى هذه السياسة الصينية مع وجهة نظر ماركسيّة أكثر تقليدية حيث لا يمكن للاقتصاد الاشتراكي المخطط أن ينشأ بالكامل إلا بعد استنفاذ اقتصاد السوق دوره التاريخي وتحوّله تدريجيًا إلى اقتصاد مخطط، مدفوعًا بالتقدم التكنولوجي الذي يجعل التخطيط الاقتصادي ممكنًا وبالتالي تصبح علاقات السوق أقل ضرورة.
ينظر الحزب الشيوعي الصيني إلى اقتصاد السوق الاشتراكي على أنه مرحلة مبكرة في تطور الاشتراكية (تسمى هذه المرحلة بشكل مختلف المرحلة «الأولية» أو «التمهيديّة» للاشتراكية)، حيث تتعايش الملكية العامة إلى جانب مجموعة متنوعة من أشكال الملكية غير العامة. يؤكد الحزب الشيوعي الصيني أنه على الرغم من التعايش بين الرأسماليين ورجال الأعمال في القطاع الخاص والمؤسسات العامة والجماعية، فإن الصين ليست دولة رأسمالية لأن الحزب يحتفظ بالسيطرة على توجه البلاد، ويحافظ على مسار التنمية الاشتراكية. إن مؤيدي هذا النموذج الاقتصادي يميزونه عن اشتراكية السوق حيث يعتقد اشتراكيو السوق أن التخطيط الاقتصادي غير قابل للتحقيق، أو غير مرغوب فيه أو غير فعال وبالتالي يعتبرون السوق جزءًا لا يتجزأ من الاشتراكية في حين يرى مؤيدو اقتصاد السوق الاشتراكي الأسواق على أنها مرحلة مؤقتة في تطوير اقتصاد مخطط بالكامل.
يتتبع تسوي تشيوان الأسس النظرية لاقتصاد السوق الاشتراكي رجوعًا إلى نموذج جيمس ميد للاشتراكية الليبرالية الذي تمثّل فيه الدولة دور المُطالب الباقي بالأرباح التي حققتها الشركات المملوكة للدولة والتي تُدار بشكل مستقل عن الإدارة الحكومية.
دافع المؤيدون في البداية عن اقتصاد السوق الاشتراكي كمرحلة ضرورية من أجل تنمية الاقتصاد إلى نقطة يصبح فيها الاقتصاد الاشتراكي المخطط ممكنًا. وصف القادة الصينيون الحديثون، بمن فيهم تشي جينبينغ (الأمين العام للحزب منذ نوفمبر 2012) بناء «اقتصاد السوق الاشتراكي ذو الخصائص الصينية» على أنه الهدف دون أي إشارة إلى اقتصاد اشتراكي ما بعد السوق.

### لمحة تاريخية
بعد القفزة العظيمة للأمام (1958-1961) وإسقاط عصابة الأربعة من السلطة في عام 1976، أعاد الرئيس دنغ شياوبينغ (الزعيم الأعظم من 1978 إلى 1989) تركيز جهود الصين على النمو الاقتصادي وعلى إيجاد نظام اقتصادي متوافق مع شروط الصين المحددة. ومع ذلك، ظل بذلك ملتزمًا بالنموذج اللينيني للسيطرة السياسية المركزية ودولة الحزب الواحد.
قدّم جيانغ زيمين في الأصل مصطلح «اقتصاد السوق الاشتراكي» في عام 1992. وقد صاغ الفكرة بحيث تتمكن الصين من تعلم الدروس من الدول الرأسمالية المتقدمة دون الحاجة إلى مناقشة ما إذا كانت الإصلاحات «اشتراكية» أو «رأسمالية». كان جيانغ قد سأل دنغ شياوبينغ إذا كان موافقًا على المصطلح، وقد كان كذلك. تبنّت حركة التجديد (بالفيتنامية: Đổi Mới) في جمهورية فيتنام الاشتراكية هذا المفهوم في وقت لاحق. وعقب تنفيذه، استكمل هذا النظام الاقتصادي الاقتصاد المخطط مركزيًا في جمهورية الصين الشعبية، حيث نُسبت إليه معدلات نمو عالية في الناتج المحلي الإجمالي خلال العقود الماضية. وفي إطار هذا النموذج، أصبحت المؤسسات المملوكة للقطاع الخاص مكونًا رئيسيًا في النظام الاقتصادي جنبًا إلى جنب مع المؤسسات المركزية المملوكة للدولة والمشاريع الجماعية/القروية.
بدأ الانتقال إلى اقتصاد السوق الاشتراكي في عام 1978 عندما قدم دنغ شياوبينغ برنامجه عن الاشتراكية ذات الخصائص الصينية. أدت الإصلاحات الأولية في الحد من الزراعة الجماعية وفتح الاقتصاد أمام الاستثمار الأجنبي في أواخر سبعينيات وأوائل ثمانينيات القرن العشرين لاحقًا إلى إصلاحات جذرية واسعة النطاق، بما في ذلك إضفاء الطابع المؤسسي على قطاع الدولة، والخصخصة الجزئية لبعض الشركات، وتحرير التجارة والأسعار وتفكيك نظام «وعاء الأرز الحديدي» للأمن الوظيفي في أواخر التسعينات. مع إصلاحات دنغ شياوبينغ، ارتفع الناتج المحلي الإجمالي للصين من حوالي 150 مليار دولار أمريكي في عام 1978 إلى أكثر من 1.6 تريليون دولار في عام 2004، بزيادة سنوية قدرها 9.4 في المائة.

## تحليل
وصف العديد من المعلقين والعلماء النظام الاقتصادي الصيني بأنه شكل من أشكال رأسمالية الدولة، خاصة بعد الإصلاحات الصناعية في ثمانينيات وتسعينيات القرن العشرين، مشيرين إلى أنه في حين يحتفظ الاقتصاد الصيني بقطاع حكومي كبير، تعمل المؤسسات المملوكة للدولة مثل شركات القطاع الخاص وتحتفظ بجميع الأرباح دون تحويلها إلى الحكومة لتنفع بها جميع السكان. وهذا يجعل الأساس المنطقي لانتشار الملكية العامة موضع تساؤل وكذلك قابلية تطبيق كلمة وصف «الاشتراكي» وقد أدى إلى القلق والجدل بشأن توزيع أرباح الدولة.
ومع ذلك، بدءًا من عام 2017 كجزء من برنامجها لإصلاح المؤسسات المملوكة للدولة، بدأت الحكومة المركزية بتشجيع الشركات المملوكة للدولة على البدء بدفع أرباح للحكومة. وقد حولت إصلاحات أخرى الأصول المملوكة للدولة إلى صناديق الضمان الاجتماعي للمساعدة في تمويل المعاشات التقاعدية واقترحت حكومة بلدية شنتشن استخدام مؤسساتها المملوكة للدولة لتمويل نوع من نظام توزيع الأرباح الاجتماعية لسكانها.
يجادل الاقتصادي الصيني كوي تشيوان بأن نموذج جيمس ميد للاشتراكية الليبرالية يشبه اقتصاد السوق الاشتراكي في الصين ويمكن استخدامه لجعل هذا النموذج مفهومًا. اشتمل نموذج ميد لاشتراكية السوق على الملكية العامة للشركات ذات الإدارة المستقلة حيث عملت الدولة المُطالب الباقي بالأرباح التي حققتها مشاريعها، لكنها لم تمارس حقوق السيطرة على إدارة وعمليات شركاتها. وتتمثل مزايا هذا النموذج في أن الدولة سيكون لديها مصدر دخل مستقل عن الضرائب والديون، مما يسمح بتخفيف العبء الضريبي على دخول الأفراد والقطاع الخاص مع تعزيز قدر أكبر من المساواة. يشير كوي إلى تجربة تشونغتشينغ مع المؤسسات البلدية المملوكة للدولة مما يتيح إنفاقًا اجتماعيًا مرتفعًا إلى جانب ضرائب منخفضة ومعدلات نمو عالية للغاية كتحقق من نموذج اقتصاد السوق الاشتراكي. استخدم نموذج تشونغتشينغ أرباح المؤسسات الحكومية لتمويل الخدمات العامة بما في ذلك الإسكان، وتوفير المصدر الرئيسي للتمويل العام الذي مكنها من خفض معدل الضريبة على الشركات (15% مقارنة بمعدل الضريبة الوطني للشركات البالغ 33%) لجذب الاستثمار الأجنبي.